# 特殊線型群
数学において、 体 F 上の次数 n の特殊線型群（とくしゅせんけいぐん、英: special linear group）とは、 行列式が 1 である n 次正方行列のなす集合に、通常の行列の積と逆行列の演算が入った群である。この群は、行列式
{\displaystyle \det \colon \operatorname {GL} (n,F)\to F^{\times }}
の核として得られる、一般線型群 GL(n, F)の正規部分群である。
ここでF× は F の乗法群（つまり、F から 0 を除いた集合）を表す。
特殊線型群の元は「特殊な」もの、つまりある多項式が定める一般線型群の部分代数多様体、である（行列式は多項式であることに注意）。

## 幾何学的解釈
特殊線型群 SL(n, R) は、体積と向きを保つ Rn における線型変換のなす群として特徴付けられる。これは線型変換の行列式が、体積と向きの変化を測っていると解釈できることに対応している。

## リー部分群
F が R (実数体)、または C (複素数体) であるときには、SL(n, F) は GL(n, F)の (n2 − 1) 次元のリー部分群である。SL(n, F) のリー代数 {\displaystyle {\mathfrak {sl}}(n,F)} は、トレースが 0 であるF 上の n 次正方行列からなる。リー括弧積は、交換子積によって与えられる。

## 位相
すべての正則行列はユニタリ行列と正定値エルミート行列の積に一意的に極分解できる。
ユニタリ行列の行列式は単位円上に値をとり、正定値エルミート行列の行列式は正の実数なので、
特殊線型群に属している行列をこれらの積に分解したとき、それらの行列式は共に1である。
よって特殊線型群に属する行列は特殊ユニタリ行列と行列式が 1 の正定値エルミート行列の積で書ける。
よって群 SL(n, C) の位相は特殊ユニタリ群 SU(n) と行列式が 1 の正定値エルミート行列全体からなる群の積位相で与えられる。
行列式が 1 の正定値エルミート行列はトレース 0 のエルミート行列の指数関数行列として一意的に表せるので、その位相は (n2 − 1) 次元のユークリッド空間と同じである。
また群 SL(n, R) の位相は特殊直交群 SO(n) と行列式が 1 の正定値対称行列全体からなる群の積位相で与えられる。
行列式が 1 の正定値対称行列はトレースが 0 の対称行列の指数行列として一意的に表せるので、その位相は(n + 2)(n − 1) 次元のユークリッド空間と同じである。
群 SL(n, C) は、特殊ユニタリ群 SU(n) のように、単連結である一方 SL(n, R) は、特殊直交群 SO(n) のように、単連結ではない。
SL(n, R) はGL+(n, R) あるいは SO(n) と同じ基本群を持つ。
つまり n = 1, 2 のときはZ で n > 2 のときは Z2 である。